# Braunia subplicata
Braunia subplicata là một loài Rêu trong họ Hedwigiaceae. Loài này được E. Britton mô tả khoa học đầu tiên năm 1896.